# Bleaker Island
Bleaker Island är en ö i territoriet Falklandsöarna (Storbritannien). Den ligger i den södra delen av landet, 90 km sydväst om huvudstaden Stanley. Arean är 20,7 kvadratkilometer.
Terrängen på Bleaker Island är mycket platt. Öns högsta punkt är 28 meter över havet. Den sträcker sig 12,9 kilometer i nord-sydlig riktning, och 12,5 kilometer i öst-västlig riktning.
Ön är huvudsakligen täckt av hed och dessutom finns flera vattenpölar. Vid kusten förekommer klippor och sandstränder. Det grunda vattnet nära kusten kännetecknas av stora ansamlingar av brunalger av arten Macrocystis pyrifera (ibland betecknad som jättetång).
Större kolonier av magellanpingvin, åsnepingvin, klipphopparpingvin och kejsarskarv häckar på Bleaker Island. Andra typiska fåglar är sydlig jättestormfågel, rosthuvad gås, Falklandsångbåtsand, magellanfink och gråsvart cinklod. Som på hela Falklandsöarna introducerades flera flockar med tamfår. Enligt en undersökning från tidiga 2000-talet finns 53 inhemska och 26 införda växtarter på Bleaker Island.